# Inoue Shota
Shota Inoue (井上 翔太 Inoue Shōta, sinh ngày 24 tháng 4 năm 1989 ở Ehime) là một cầu thủ bóng đá người Nhật Bản hiện tại thi đấu cho Giravanz Kitakyushu.

## Thống kê sự nghiệp câu lạc bộ
Cập nhật đến ngày 23 tháng 2 năm 2018.
| Thành tích câu lạc bộ | Thành tích câu lạc bộ | Thành tích câu lạc bộ | Giải vô địch | Giải vô địch | Cúp                   | Cúp                   | Cúp Liên đoàn | Cúp Liên đoàn | Tổng cộng | Tổng cộng |
| Mùa giải              | Câu lạc bộ            | Giải vô địch          | Số trận      | Bàn thắng    | Số trận               | Bàn thắng             | Số trận       | Bàn thắng     | Số trận   | Bàn thắng |
| Nhật Bản              | Nhật Bản              | Nhật Bản              | Giải vô địch | Giải vô địch | Cúp Hoàng đế Nhật Bản | Cúp Hoàng đế Nhật Bản | Cúp Liên đoàn | Cúp Liên đoàn | Tổng cộng | Tổng cộng |
| --------------------- | --------------------- | --------------------- | ------------ | ------------ | --------------------- | --------------------- | ------------- | ------------- | --------- | --------- |
| 2012                  | Cerezo Osaka          | J1 League             | 0            | 0            | 0                     | 0                     | 0             | 0             | 0         | 0         |
| 2013                  | Cerezo Osaka          | J1 League             | 0            | 0            | –                     | –                     | 0             | 0             | 0         | 0         |
| 2013                  | Giravanz Kitakyushu   | J2 League             | 16           | 3            | 1                     | 0                     | –             | –             | 17        | 3         |
| 2014                  | Giravanz Kitakyushu   | J2 League             | 27           | 2            | 3                     | 0                     | –             | –             | 30        | 2         |
| 2015                  | Giravanz Kitakyushu   | J2 League             | 37           | 6            | 0                     | 0                     | –             | –             | 37        | 6         |
| 2016                  | Giravanz Kitakyushu   | J2 League             | 34           | 1            | 2                     | 1                     | –             | –             | 36        | 2         |
| 2017                  | Giravanz Kitakyushu   | J3 League             | 19           | 0            | 2                     | 0                     | –             | –             | 21        | 0         |
| Tổng cộng sự nghiệp   | Tổng cộng sự nghiệp   | Tổng cộng sự nghiệp   | 133          | 12           | 8                     | 1                     | 0             | 0             | 141       | 13        |